# Церковь Всемилостливого Спаса (Белозерск)
Це́рковь Всеми́лостливого Спа́са (народные названия «Спас под горою» и «Спас на канале») — кирпичная православная церковь, построенная в Белозерске в 1716-23 годах. Памятник архитектуры федерального значения. Современный адрес: ул. Дзержинского, 8.

## Описание
Здание храма представляет собой двусветный четверик, увенчанный двумя рядами декоративных кокошников и пятью луковичными главками, с трёхчастным алтарём, двухпридельной трапезной (примыкает с запада) и трёхъярусной шатровой колокольней. В основании шатра — пояс расположенных в шахматном порядке кокошников и двойной фриз из изразцов, сам шатёр пронизан рядами декорированных отверстий для выпуска звуковой волны и предохранения шатра от трещин. На колокольне было шесть колоколов. Кресты кованые, ажурные, на нижней перекладине центрального креста можно рассмотреть год установки — 1783 год. На четырёхскатной кровле — пять барабанов с луковичными главами, центральный барабан — световой, остальные — ложные. Низкий трехапсидный алтарь с высокой барочной кровлей колоколообразной формы увенчан маленькой главкой.
Приделы: Андреевский, Димитриевский, Екатерининский и Сретенский. В интерьере сохранились остатки живописи с пышной лепниной в стиле барокко.

## История

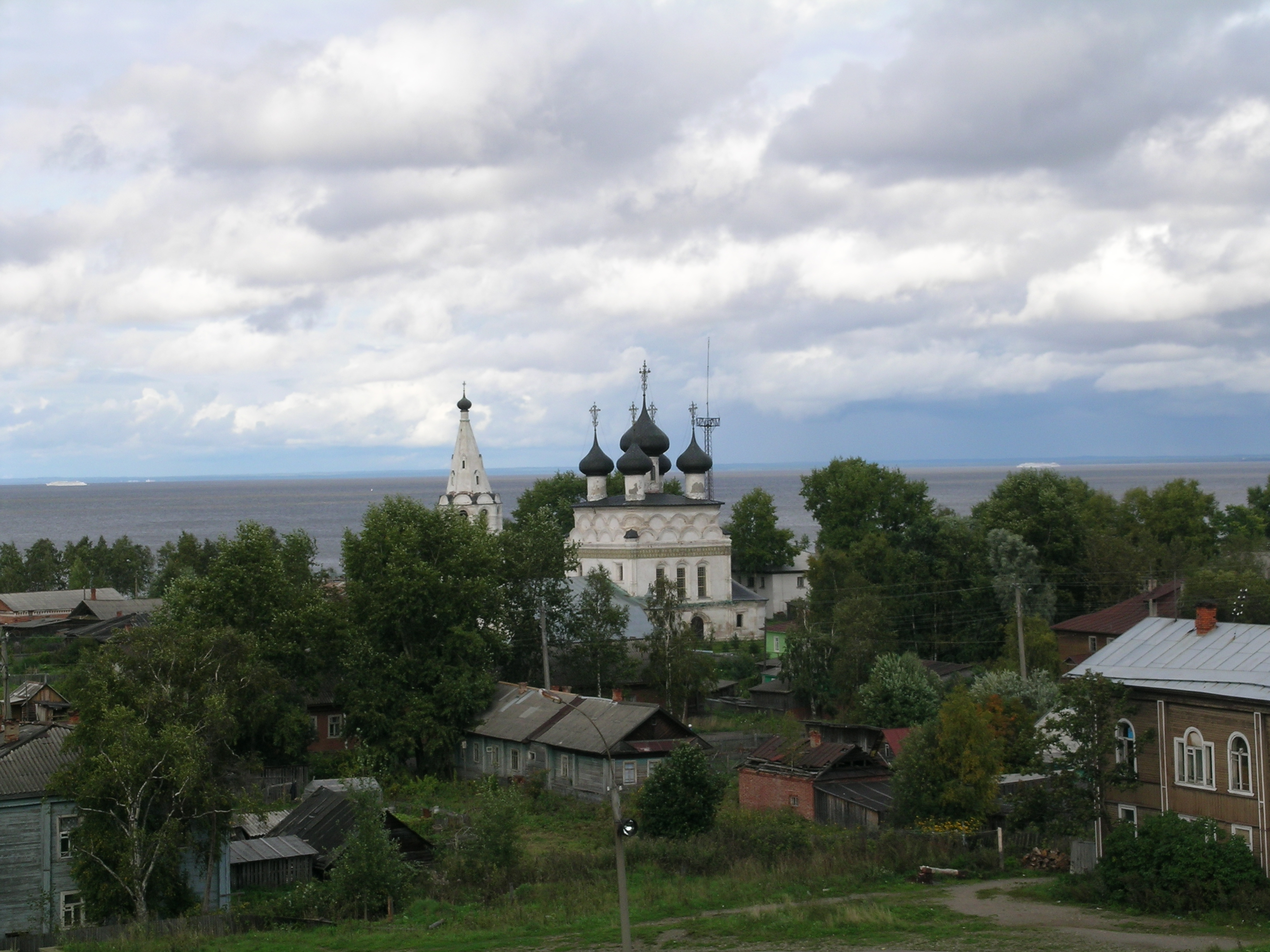
Вид издалека

Церковь освящена в 1723 г. В XVIII—XIX вв. поновлялась. В 1753 году в церкви произошёл сильный пожар, внутреннее убранство и иконостас были безвозвратно утрачены. В 1755 году церковь была отремонтирована (получив нынешний вид).
В 1930-х годах церковь была закрыта и использовалась под различные хозяйственные нужды, была занята спортзалом, находилась в ведении музея. Постановлением Совета Министров СССР от 30 августа 1960 года здание церкви было поставлено под государственную охрану в качестве объекта культурного наследия союзного значения. С 1988 года по начало 1990-х на ремонте церкви работал отряд «РеставросЪ» (г. Москва), занимавшийся отведением грунтовых вод от фундамента, восстановлением оконных проёмов, кованых решёток, каменного декора, были заменены обветшавшие изразцы и т. д.
В 2011—2012 гг. в рамках подготовки к юбилею города был проведён большой комплекс ремонтно-реставрационных работ, финансируемых за счёт федерального бюджета, были расчищены и отштукатурены стены, при этом лепнина и фрагменты оригинальных фресок сохранены. В августе 2012 года архиепископ Вологодский и Великоустюжский Максимилиан отслужил в церкви Спаса Всемилостивого первый после реставрации молебен.